# 伊莉莎白·阿爾貝汀 (安哈特-德紹)
伊莉莎白·阿爾貝汀（德語：Elisabeth Albertine，1665年5月1日—1706年10月5日）是安哈特-德紹親王約翰·格奧爾格二世與亨麗埃特·卡塔里娜的女兒。

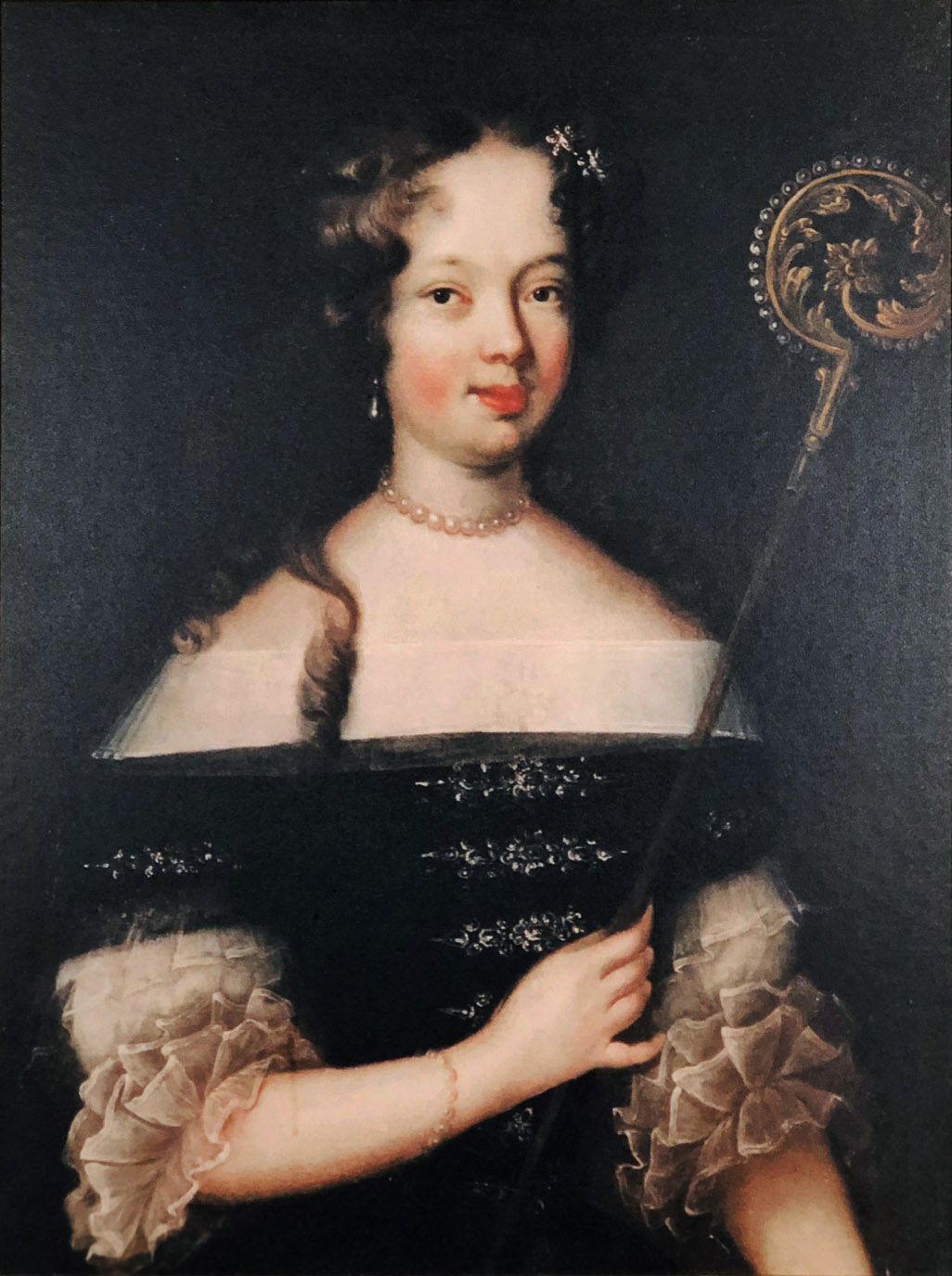

## 家庭
1686年，伊莉莎白·阿爾貝汀與薩克森-魏森費爾斯公爵奧古斯特之子海因里希結婚，兩人共有2子1女：
1. 腓特烈·海因里希（1692年—1711年），早逝
2. 格奧爾格·阿爾布雷希特（英语：Georg Albrecht of Saxe-Weissenfels, Count of Barby）（1695年—1739年）
3. 亨麗埃特·瑪麗（1697年—1719年）